# 柯尼斯堡天文台
柯尼斯堡天文台（德語：Sternwarte Königsberg）是東普魯士時代的柯尼斯堡大學附屬天文台，現處俄羅斯加里寧格勒州境內。曾任該天文台台長的天文學家有弗里德里希·威廉·贝塞尔、弗里德里希·阿格兰德、阿杜爾·奧威爾斯等。該天文台於1838年首次由貝塞爾以太陽儀視差方式成功測定恆星的距離（參見恆星視差）。1851年該天文台首次完整觀測一次日食過程。1944年該天文台於英國皇家空軍空襲中毀損。

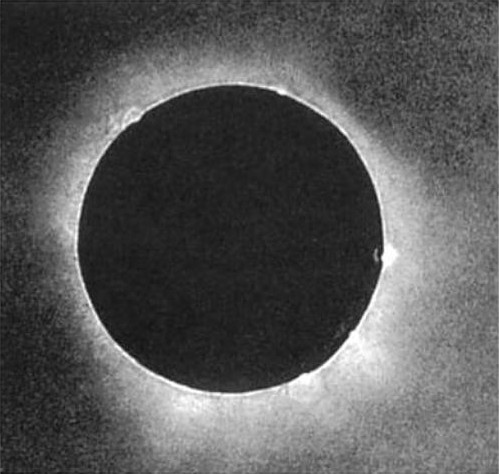
柯尼斯堡天文台於1851年拍攝的日全食照片

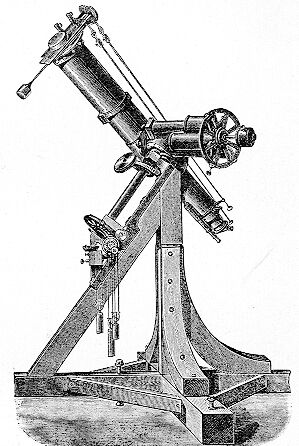
柯尼斯堡天文台內的太陽儀

## 延伸閱讀
Dietmar Fürst: Die Gründung der Königsberger Sternwarte im Lichte der Akten des preußischen Staates. - Beiträge zur Astronomiegeschichte Band 1 (1998), S.79-106 ISBN 3-8171-1568-7; Band 2 (1999), S.145-188 ISBN 3-8171-1590-3; Band 3 (2000), S.22-67 ISBN 3-8171-1635-7